# Universidad Nacional Experimental de la Seguridad
La Universidad Nacional Experimental de la Seguridad (UNES) es una universidad pública especializada de Venezuela, con su sede principal en Caracas. La misma se encarga de la profesionalización y el desarrollo integral de funcionarias y funcionarios de la seguridad ciudadana en el país, entre ellos, los cuerpos especiales de la Policía Nacional Bolivariana, el Cuerpo de Investigaciones Científicas, Penales y Criminalísticas, bomberos, protección civil, paramédicos, custodios, entre otros, con sus distintos PNF y PNFA.

## Historia
En el marco de la Misión Alma Mater, se formaliza la creación el 13 de febrero de 2009 de la UNES, en el año 2009; como la institución universitaria especializada en la profesionalización y el desarrollo integral de funcionarias y funcionarios de seguridad ciudadana en el país. En dicha Universidad se unificaron las diferentes academias de la Policía Nacional Bolivariana, policías estatales y municipales, CICPC, Cuerpo de Bomberos y Bomberas, Cuerpo de Protección Civil y Administración de Desastres, Penitenciaristas, Cuerpo Técnico de Vigilancia y Tránsito Terrestre, paramédicos y SEBIN.

## Institución
La UNES tiene su sede principal en Caracas, junto con otros centros de formación en diferentes estados. Su actual rector es el Mayor general Fabio Zavarse. En la misma se dictan carreras de pregrado y posgrado con la modalidad de Programa Nacional de Formación. Los mismos son:
Pregrado
- PNF en Seguridad Ciudadana.
- PNF en Investigación Penal.
- PNF en Criminalística.
- PNF en Bomberil en Ciencias del Fuego y Seguridad Contra Incendios.
- PNF en Protección Civil y Administración de Desastres.
- PNF en Servicios Penintenciarios.
- PNF en Seguridad de la Nación.
- PNF en Bomberil en Emergencia Prehospitalaria.
- PNF en Ingeniería Estructural de Seguridad contra Incendios.[9]
- PNF en Criminología.
- PNF en Derecho.

Posgrado
- PNFA en Seguridad Ciudadana (menciones Policial, Bomberíl, Penitenciario y Criminalística).
- PNFA en Investigación Penal.

## Centros de Formación
- Caracas (Dtto. Capital) [Sede Principal].
- San Carlos (estado Cojedes).
- Tinaquillo (estado Cojedes).
- Ciudad Bolívar (estado Bolívar).
- Barcelona (estado Anzoátegui)
- Maracay (estado Aragua).
- Barquisimeto (estado Lara).
- San Cristóbal (estado Táchira).
- Municipio San Francisco (estado Zulia).
- San Felipe (estado Yaracuy).
- San Fernando (estado Apure).
- Barinas (estado Barinas).
- Coro (estado Falcón).
- La Guaira (estado La Guaira).
- Valencia (estado Carabobo).
- Acarigua (estado Portuguesa).
- El Espinal (estado Nueva Esparta).
- Cumaná (estado Sucre).
- Maturín (estado Monagas).
- Tucupita (estado Delta Amacuro).
- El Junquito (Distro Capital).
- Los Teques (estado Miranda).
- Guarenas-Guatire (estado Miranda).
- Barlovento (estado Miranda)
- Valles del Tuy (Estado Miranda)